# Villa Dupont
La villa Dupont est une voie du 16e arrondissement de Paris, en France.

## Situation et accès
La villa Dupont est une voie privée située dans le 16e arrondissement de Paris. Elle débute au 48, rue Pergolèse et se termine en impasse.
Le quartier est desservi par la ligne 1 aux stations Argentine et  Porte Maillot, par la ligne 2 du métro à la station Porte Dauphine et par la ligne C à la gare de Neuilly - Porte Maillot.

## Origine du nom
Cette voie est nommée d'après Paul Ernest Dupont (1816-1891), promoteur et propriétaire des terrains sur lesquels elle a été ouverte et qui l'a conçue avec les immeubles qui la bordent. Paul Ernest Dupont était un homme d’affaires, un promoteur et un peintre amateur de talent.

## Historique
La création de la villa Dupont résulte de l’acquisition en 1851 par Paul Dupont d’une parcelle de 13 430 m2, élément d’une vente par adjudication d’un terrain de l’ancienne propriété de Casimir Périer, au sud de la porte Maillot entre la rue du Petit-Parc, actuelle rue Pergolèse et la route militaire des fortifications, actuel boulevard de l'Amiral-Bruix, jusqu’à l’emplacement de l’actuelle avenue Foch.
Ce terrain faisait partie de l'ancienne faisanderie, également dénommée « Petit-Parc », qui s'étendait en longueur au nord du parc principal du château de la Muette, « Grand Parc », à l'emplacement actuel de l'OCDE jusqu'à l'avenue de la Grande-Armée, formant la limite des anciennes communes de Neuilly et de Passy. Le terrain de cette dépendance du château fut vendu comme bien national en 1796 au comte de Saint-Simon puis cédée à Casimir Périer, futur ministre de Louis-Philippe. Paul Dupont bâtit une maison à la limite de la zone militaire et crée un chemin mitoyen avec M. Marbeau, acquéreur de la parcelle voisine. Il procède à un échange de parcelles avec son voisin et ne conserve qu’un passage de 4 mètres sur la rue du Petit-Parc, l’accès principal étant sur la rue Militaire.[réf. nécessaire]
La construction de la ligne d’Auteuil en 1854 le long de la rue Militaire transforme la propriété en impasse ainsi que la villa Saïd et le square de l’avenue-Foch à proximité. La création de l’avenue de l’Impératrice, actuelle avenue Foch, à la même date valorise le quartier encore assez excentré quelques années auparavant. Paul Dupont crée  un lotissement sans recherche d’unité architecturale. Les pavillons du côté pair sont entourés de jardins car Paul Dupont souhaite préserver son environnement. Il fait construire en 1891 une vaste demeure destinée à ses enfants aux nos 24-26. La villa Dupont sera encore modifiée après sa mort en 1891.
La couverture de la tranchée de la ligne d'Auteuil vers 1930 ne permettra pas de rétablir un accès au boulevard de l'Amiral-Bruix, des villas ayant été construites au fond de l'impasse, ce qui préserve, par ailleurs, le calme de la voie.
L'ancienne cité Dupont prend le nom de « villa Dupont » par un arrêté du 1er février 1877.

## La villa Dupont aujourd'hui
La voie reste la propriété indivise des héritiers de Paul Dupont, les riverains n'ayant qu'un droit de passage avec stationnement limité aux chargements et déchargements. Depuis 1959, les riverains sont associés avec les héritiers du fondateur à la gestion par une association syndicale présidée par un de ses descendants,.

Villa Dupont
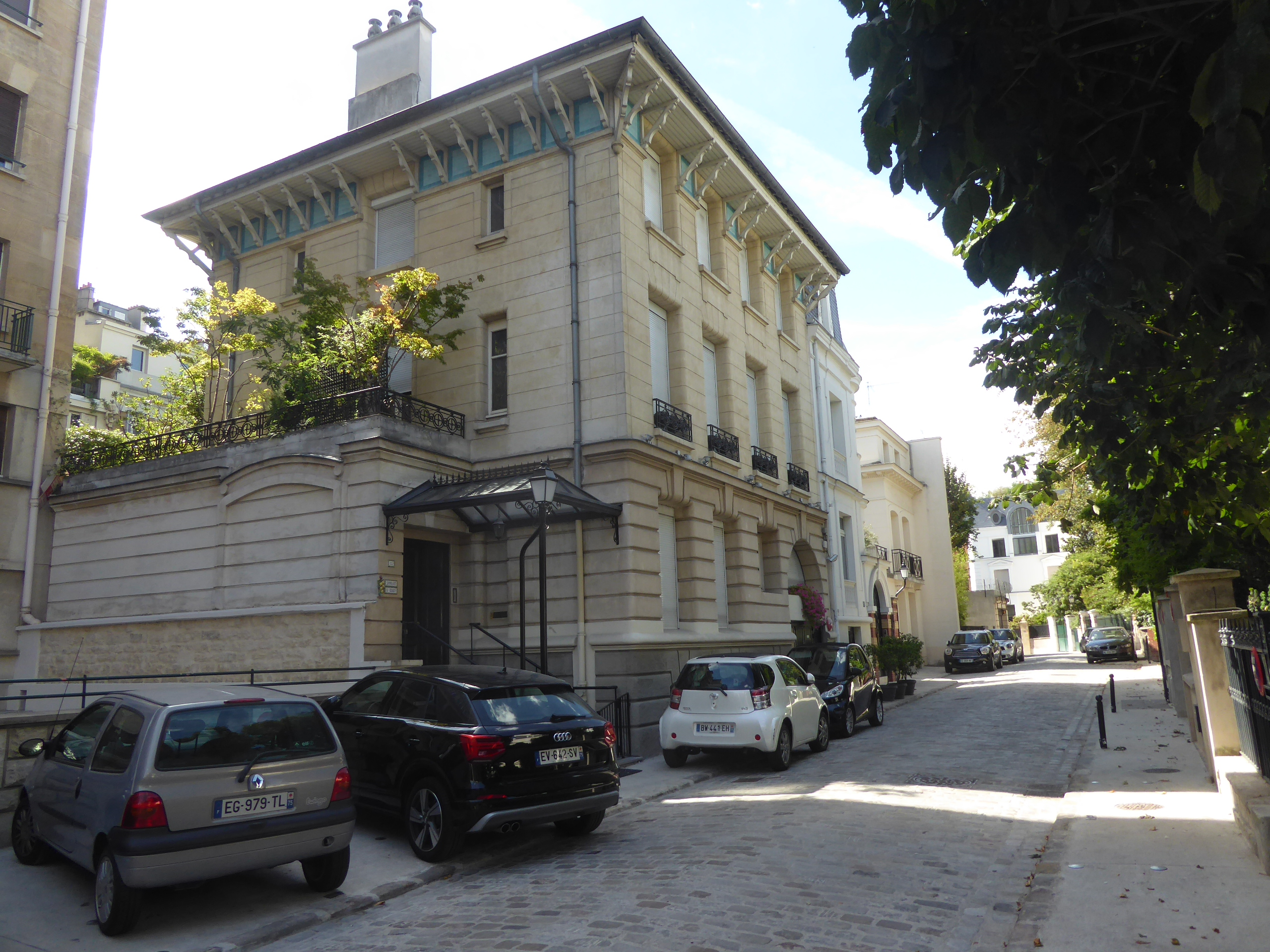
Côté impair.
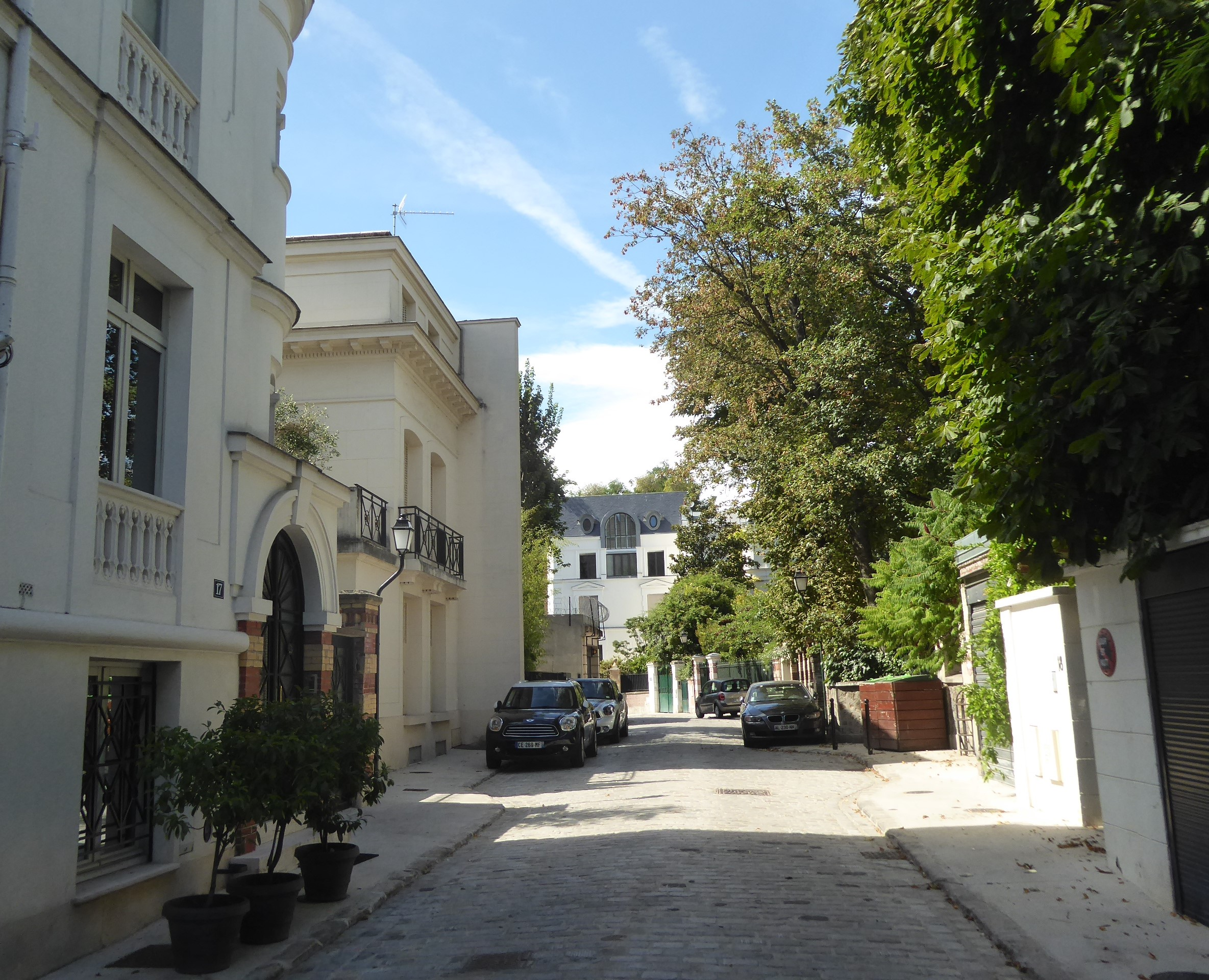
Fond de la voie.
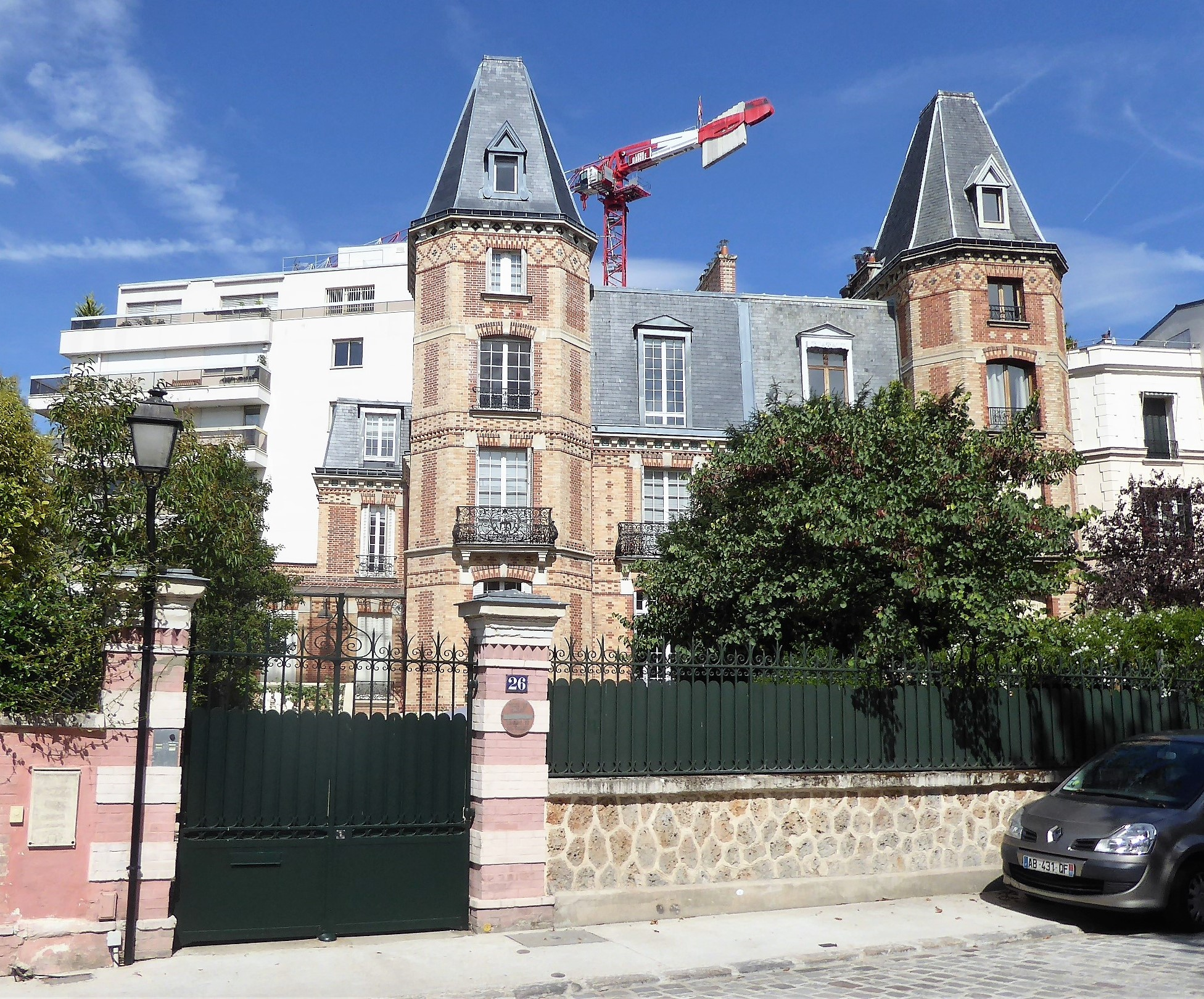
Maison construite en 1891 par Paul Dupont.

## Bâtiments remarquables et lieux de mémoire

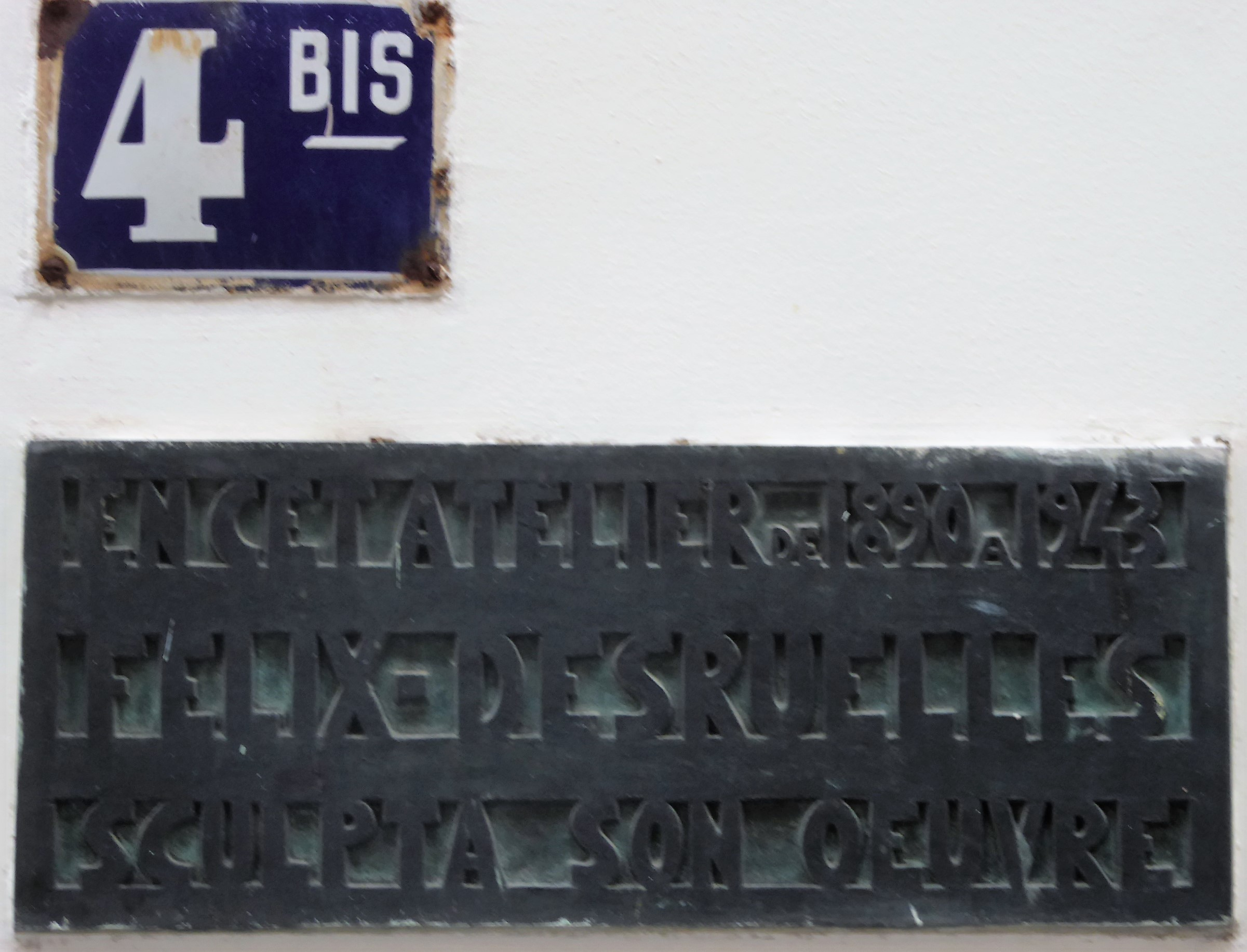
Villa Dupont, ancien atelier Félix Desruelles.

- No 4 : atelier du sculpteur Félix Desruelles.
- No 5 : le poète Maeterlinck y a habité avec la cantatrice Georgette Leblanc, sœur de l'écrivain Maurice Leblanc.
- No 15 : demeure de Sacha Guitry et de Charlotte Lysès à la Belle Époque. Le cinéaste et écrivain Pierre Schoendoerffer y résida.
- No 22 : les réalisateurs Jacques Becker et Édouard Molinaro y ont habité.
- No 25 : le pamphlétaire Henri Rochefort y a demeuré. Le président de la République Henri Poincaré y habita en février 1920.
- No 28 : le peintre philippin Juan Luna y tua sa femme et sa belle-mère en 1892.
- No 29 : résidence de la Belle Otero.
- No 30 : le prince Chahriar Chafik, neveu du chah d'Iran, domicilié dans la rue, y a été assassiné le 7 décembre 1979[2],[4].